# Бауман, Карл Янович
Карл Я́нович Ба́уман (латыш. Kārlis Baumanis; 17 (29) августа 1892 года, Вилькенская волость, Вольмарский уезд, Лифляндская губерния, Российская империя — 14 октября 1937 года, Москва) — советский партийный деятель. Член ЦК ВКП(б) (1925—1937), кандидат в члены Политбюро ЦК ВКП(б) (29 апреля 1929 — 26 июня 1930). Член ВЦИК и ЦИК СССР.

## Биография
Родился в 1892 году в семье латышского крестьянина, рано остался без отца. С 1907 года большевик.
Нелегальную работу вёл в Лемзале, Пскове, Киеве, Саратове.
В 1916 году окончил Киевский коммерческий институт.
Участник Октябрьской революции 1917 года в Киеве.
В 1920 году председатель Курского губернского профсовета (Совета профсоюзов), с 14.12.1920 по 9.5.1923 ответственный секретарь Курского губкома РКП(б).
В 1923—1924 годах — заместитель заведующего Организационно-Инструкторским Отделом ЦК РКП(б), в 1928 году заведующий Отделом по работе в деревне ЦК ВКП(б). Один из самых ревностных сторонников коллективизации любыми средствами.
С 11 апреля 1928 года по 4 февраля 1932 года — член Организационного бюро ЦК ВКП(б). Одновременно с 11 апреля 1928 года по 29 апреля 1929 года — кандидат в члены Секретариата ЦК ВКП(б), с 29 апреля 1929 года по 4 февраля 1932 года — секретарь ЦК ВКП(б). С 29 апреля 1929 года по 26 июня 1930 года — кандидат в члены Политбюро ЦК ВКП(б).
С ноября 1928 года — второй, а с апреля 1929 года по апрель 1930 — первый секретарь Московского губкома, затем обкома ВКП(б).
В 1931—1934 годах первый секретарь Среднеазиатского бюро ЦК ВКП(б).
26 января—10 февраля 1934 года делегат XVII съезда ВКП(б).
В 1934—1937 годах заведующий Отделом научно-технических изобретений и открытий ЦК ВКП(б) и планово-финансово-торговым Отделом ЦК ВКП(б).
Был арестован НКВД СССР 12 октября 1937 года, сразу же его подвергли жестоким избиениям и спустя два дня после ареста, 14 октября, он был убит в Лефортовской тюрьме. В деле Баумана имеется лишь один документ — написанное им в день смерти заявление, залитое кровью. Произведенной в 1955 году проверкой установлено, что К. Бауман был арестован без каких-либо оснований, и он посмертно реабилитирован.
Реабилитирован главной военной прокуратурой 15 июля 1955 года и Прокуратурой СССР 23 июня 1989 года, 19 августа 1955 года КПК при ЦК КПСС восстановлен в партии.

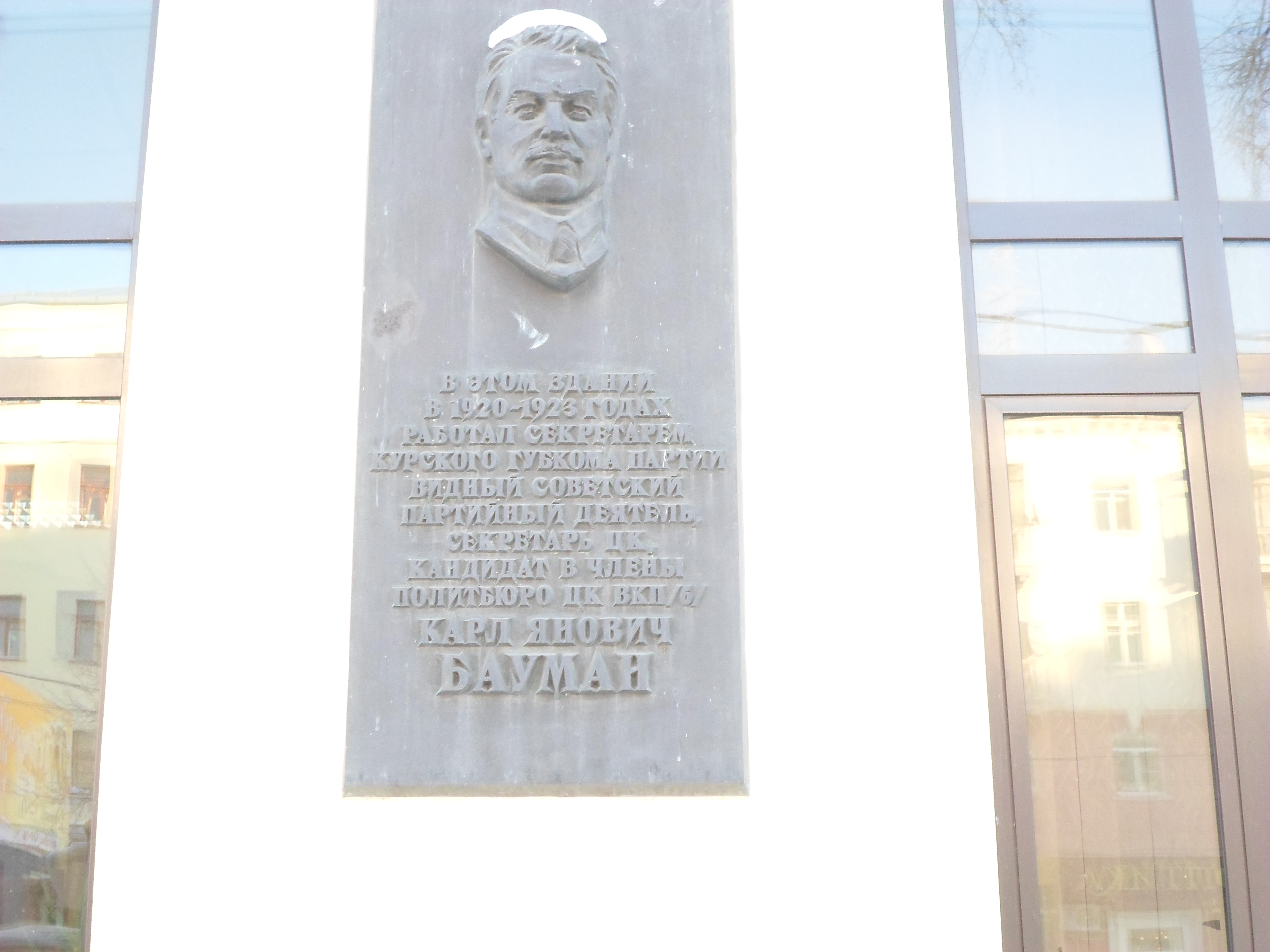
Мемориальная доска К. Я. Бауману в Курске

## Память
В 1931—1936 годах посёлок Пяндж в Таджикистане назывался Бауманабад.
В 1932 — 1937 годах город Шафиркан и Шафирканский район в Бухарской области Узбекистана носили название Бауман и Бауманский.